# Hàssan III d'Alamut
Jalal-ad-Din Hàssan ibn Muhàmmad (conegut també com a Hàssan III d'Alamut) fou daï ismaïlita d'Alamut. Va succeir el seu pare Nur-ad-Din Muhàmmad ibn Hàssan (Muhàmmad II d'Alamut)el 1210 i aviat es va declarar sunnita i va ordenar a tots els seus súbdits d'acceptar la xaria i el califa abbàssida An-Nàssir. Els ismaïlites el van obeir. Aliat a Mudhàffar-ad-Din Uzbeg de l'Azerbaidjan va fer algunes petites conquestes temporals com Abhar i Zanjan però va morir el 1221 probablement enverinat i el va succeir el seu fill Alà-ad-Din Muhàmmad ibn Hàssan (Muhàmmad III d'Alamut).